# Argyractis capensis
Argyractis capensis là một loài bướm đêm trong họ Crambidae.